# Spondias venulosa
Spondias venulosa (Mart. ex Engl.) Engl., popularmente conhecida por acaipó-iba, acajá-de-tronco-liso, cajá-verde, "cajá-grande", manguinha-do-espírito-santo, cajá-pescoço, cajá-purungo, cajazinho e cajazeira é uma espécie da família Anacardiaceae, endêmica da floresta atlântica das regiões nordeste e sudeste do Brasil.

## Distribuição Geográfica
Spondias venulosa é endêmica da região de floresta atlântica do sul do estado da Bahia, Espírito Santo, Rio de Janeiro, Minas Gerais e São Paulo.

## Morfologia
Spondias venulosa na floresta pode atingir 12-18 m de altura, com uma copa larga, densa e arredondada. Seu tronco, de cor cinza-esverdeado, é cilíndrico, liso e finamente fissurado na vertical, reto ou com fuste bi ou trifurcado podendo atingir 65 cm de diâmetro. As folhas são compostas, imparipinadas, com a raque medindo 20-50 cm de comprimento. Por ela se distribuem 6-15 pares de folíolos de textura membranácea, com 11-18 pares de nervuras secundárias, glabros em ambas as faces, de forma ovóide, medindo 4-7 cm de comprimento e 2,5-5,7 cm de largura; sua base é cuneada, a margem é lisa e o ápice é agudo. Inflorescências  em panículas terminais, multifloras e densas com 15-40 cm de comprimento. Chegam a ter mais de 200 flores pequenas, com 2 mm, de cor esverdeada por fora e esbranquiçada por dentro. Os lobos do cálice são comprimidos no botão e os estames espalhados com filamentos de 1-1,7 mm de comprimento. Os frutos são drupas elipsóides, carnosos, de exocarpo fino e rugoso, amarelo-esverdeado, com 6-8 cm de comprimento por 4-5,5 cm de largura; o mesocarpo, espesso, amarelo-esverdeado, de sabor agridoce, envolve uma única semente, triangular, de 2-3 cm de comprimento.

## Ecologia
S. venulosa é uma planta secundária inicial endêmica de florestas ombrófilas da mata atlântica. É semidecídua, heliófita e seletiva higrófita e ocupa as várzeas úmidas da floresta, em altitudes abaixo dos 1000 metros. Sua reprodução é sexuada, e se dá através da polinização, principalmente por himenópteros, em geral por abelhas e algumas espécies de vespas. Suas flores são melíferas e seus frutos são dispersados por uma grande variedade de vertebrados, como aves; mamíferos, como morcegos, primatas, roedores, veados, queixadas, antas, quatis, juparás, cachorros-do-mato e raposinhas; e alguns répteis, como quelônios e lagartos.